# Slotergat
Het Slotergat (Fries en officieel: Sleattemer Gat) is een  watergang in de gemeente De Friese Meren in de provincie Friesland. 
Het water is het noordelijk deel van de rivier Ee en loopt van het Slotermeer naar de stad Sloten. Het een kilometer lange Slotergat maakt deel uit van de route van de Elfstedentocht.

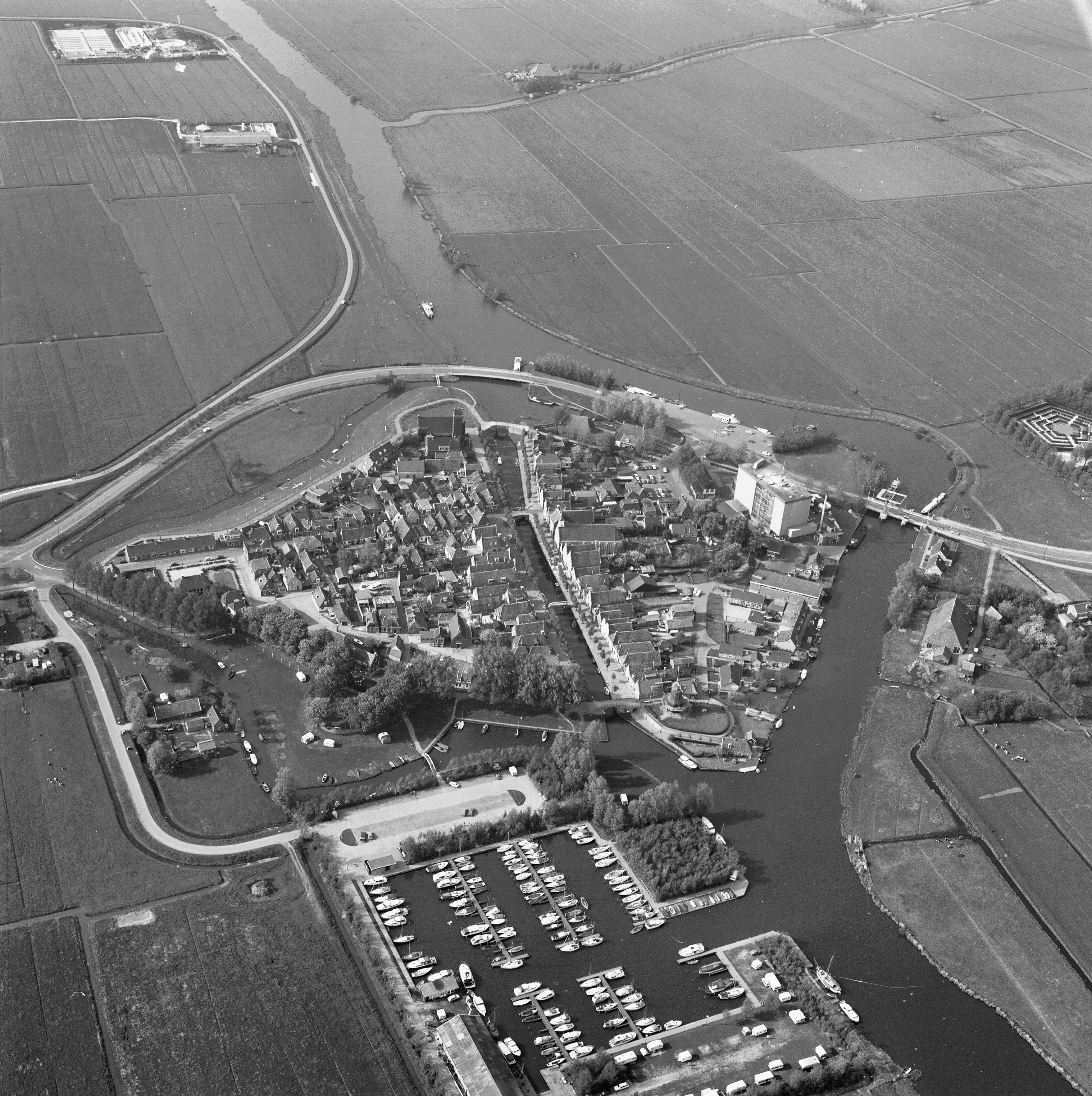
Luchtfoto van Sloten met boven het Slotergat (1977)
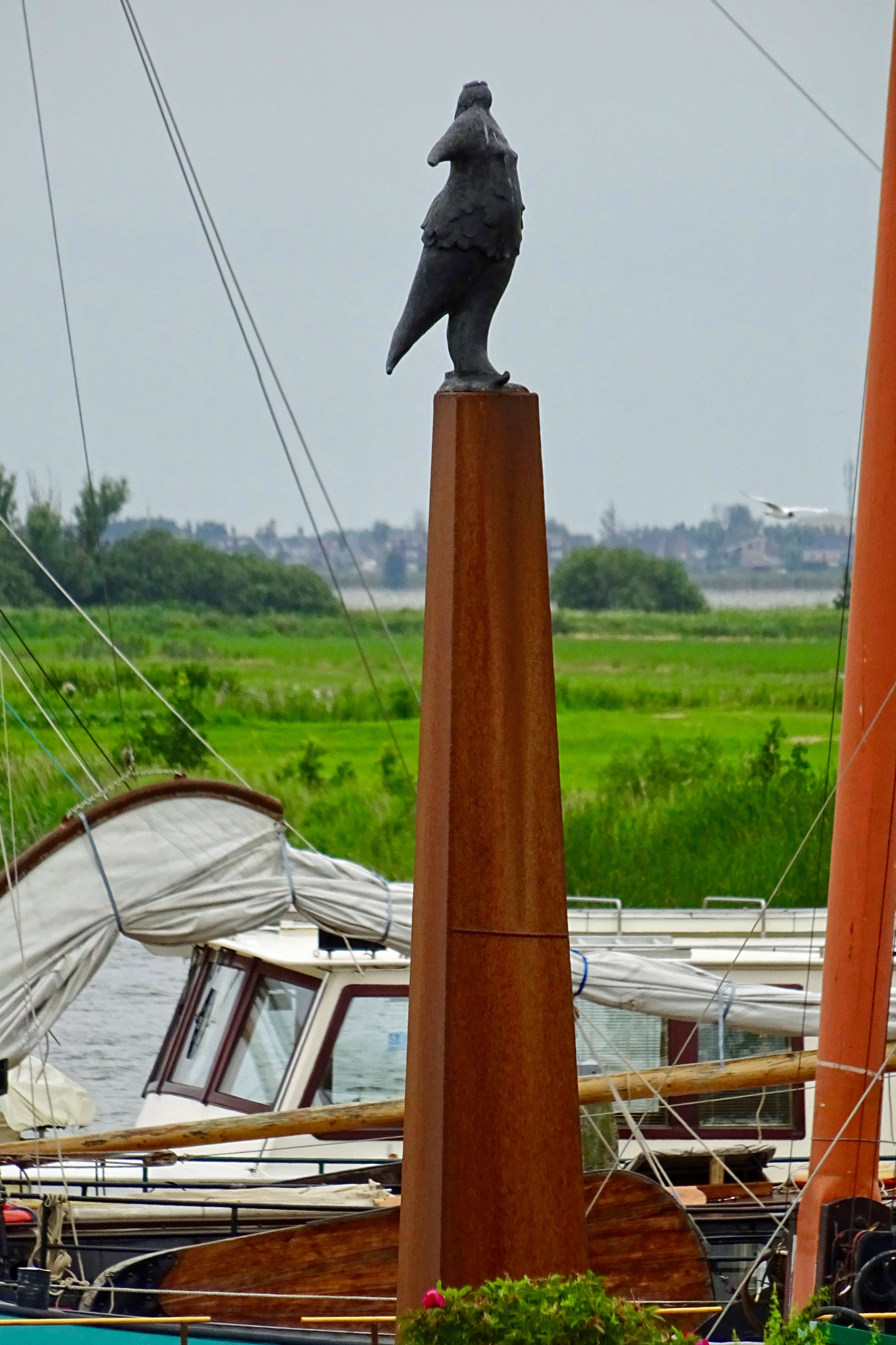
Beeld Aukje van de Elfstedentocht door Evert van Hemerts bij het Slotergat

Zwette · Stadsgracht (Sneek) · Geeuw · Wijddraai · Wijde Wijmerts · Nauwe Wijmerts · Noorder Ee · Ee (Woudsend) · Slotermeer · Slotergat · Slotermeer · Luts · Van Swinderenvaart · Spookhoekstervaart · Rijstervaart · Oud-Karre · Johan Frisokanaal · Morra · Johan Frisokanaal · Noorderdijkvaart · Het Wijd · De Gronzen · Indijk · Zijlroede (Hindeloopen) · Oude Oostervaart · Dijkvaart · Horsa · Burevaart · Diepe Dolte · Workumertrekvaart · Het Kruiswater · Stadsgracht (Bolsward) · Witmarsumervaart · Harlingervaart · Bolswardervaart · Zuidoostersingel · Noordoostersingel · Noordergracht (Harlingen) · Van Harinxmakanaal · Sexbierumervaart · Noordergracht (Franeker) · Dongjumervaart · Ried · Berlikumerwijd · Moddergat · Wierzijlsterrak · Blikvaart · Zuidhoekstervaart · Ouwe Rij · Leistervaart · Finkumervaart · Dokkumer Ee · Het Kleindiep · Dokkumer Ee · Oudkerkstervaart · Murk · Ouddeel · Bonkevaart (finish)